# 선법 (음악)
선법(旋法)은 음악에서 음계, 으뜸음, 중심음, 종지음, 음역의 전개방법을 말한다. 그것의 가장 일반적인 용도는 일련의 특징적인 멜로디 및 조화적 행동과 결합된 음계의 한 종류로 설명될 수 있다. 이는 7가지 선법에 적용된다.

## 현대 선법
| 선법        | 선법                              | 각 음정 | 각 음정 | 각 음정 | 각 음정 | 각 음정 | 각 음정 | 각 음정 |
| 선법        | 선법                              | 1도     | 2도     | 3도     | 4도     | 5도     | 6도     | 7도     |
| ----------- | --------------------------------- | ------- | ------- | ------- | ------- | ------- | ------- | ------- |
| ‘장조’ 선법 | 리디아 선법듣기 (도움말·정보)     | 완전    | 장      | 장      | 증      | 완전    | 장      | 장      |
| ‘장조’ 선법 | 이오니아 선법듣기 (도움말·정보)   | 완전    | 장      | 장      | 완전    | 완전    | 장      | 장      |
| ‘장조’ 선법 | 믹솔리디아 선법듣기 (도움말·정보) | 완전    | 장      | 장      | 완전    | 완전    | 장      | 단      |
| ‘단조’ 선법 | 도리아 선법듣기 (도움말·정보)     | 완전    | 장      | 단      | 완전    | 완전    | 장      | 단      |
| ‘단조’ 선법 | 에올리아 선법듣기 (도움말·정보)   | 완전    | 장      | 단      | 완전    | 완전    | 단      | 단      |
| ‘단조’ 선법 | 프리지아 선법듣기 (도움말·정보)   | 완전    | 단      | 단      | 완전    | 완전    | 단      | 단      |
| ‘단조’ 선법 | 로크리아 선법듣기 (도움말·정보)   | 완전    | 단      | 단      | 완전    | 감      | 단      | 단      |

## 같이 보기
- 온음계와 반음계